# 彭偉昌
彭偉昌（英語：Derek Pang Wai-cheong，1961年—），香港高等法院上诉法庭法官，港版國安法指定法官。香港童軍總會之友会长。 

## 司法生涯
彭偉昌法官於1961年在香港出生，1985年於英國東安利亞大學取得法學士學位，1986年通過英國倫敦法律學院的大律師公會期終試。1990年在香港大學取得公共行政學碩士學位，1995年在北京大學取得法學士學位。他分别于1986年和1987年获得英国和香港律师资格。1987年加入律政署擔任檢察官，1989年及1996年先後晉升為高級檢察官和副首席檢察官。
2000年，彭偉昌獲委任為區域法院法官，2009年獲委任為高等法院原訟法庭法官。2015年被任命为高等法院上诉法庭法官。
2018年9月21日，彭偉昌當選中殿堂议员議員。 
2023年5月，美國國會及行政當局中國委員會建議美國政府对彭官實施制裁，因其處理黎智英案等港版國安法案件而侵蝕香港自由民主法治。 